# Meeting of Styles

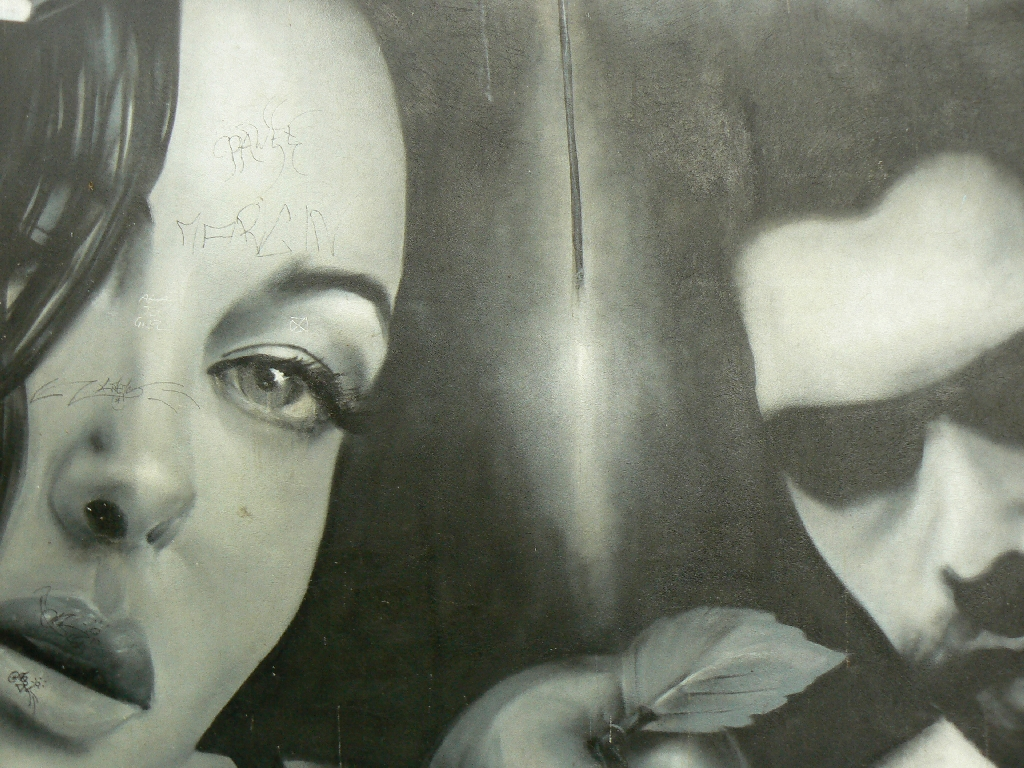
Graffiti namalowane podczas festiwalu Meeting of Styles 2003 w Bełchatowie (Adam i Ewa)

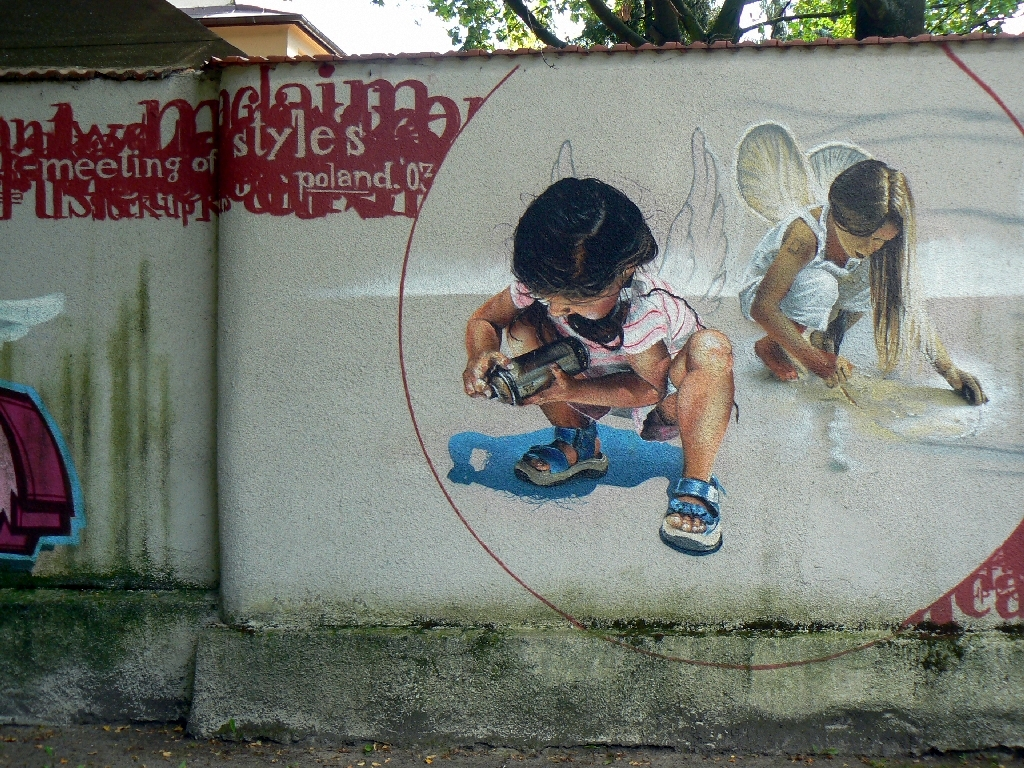
Graffiti namalowane podczas festiwalu Meeting of Styles 2003 w Bełchatowie

Meeting of Styles – wywodzi się z niemieckiego Festiwalu Wall Street Meeting. Główną ideą imprezy jest ukazanie graffiti jako jednego z rozwijających się kierunków sztuki, ale również umożliwienie młodym ludziom ekspresji ich talentów.
Impreza odbywała się od 2002 roku w Łodzi. W 2003 prezydent Łodzi, Jerzy Kropiwnicki, nie wydał zgody na przeprowadzenie w tym mieście II edycji Festiwalu Meeting of Styles w Polsce. Szansę na organizację imprezy wykorzystał Bełchatów, do którego przyjechali grafficiarze z Polski oraz innych krajów. Tematem przewodnim był „Adam i Ewa w Raju” – co miało stanowić nawiązanie do herbu Bełchatowa. Grafficiarze malowali na murze otaczającym parafię Narodzenia Najświętszej Maryi Panny od strony parku przy placu Gabriela Narutowicza.
Od 2011, za sprawą Europejskiej Fundacji Kultury Miejskiej, Meeting of Styles regularnie odbywa się w Lublinie. Impreza została połączona z odbywającym się od 2008 roku Lubelskim Festiwalem Graffiti. Tylko w 2012 roku do Lublina zjechali tacy twórcy jak Cakes (Point), Kaos, Nug, Fits, Hell, Dekis, Aie, Arp, Boston, Crax, Drombo, Exer, Fresh, Kersoe, Mat, Naris, Piks, Poket, Reno, Riam, Rune, Rysa, Shek, Shot, Skat, Skem, Stier, Time, Waf. Festiwalowi, oprócz tradycyjnych już warsztatów i pokazu filmów, towarzyszyła wystawa "They Call Us Vandals", prezentująca najbardziej utytułowaną, szwedzką scenę graffiti. Wystawa jednocześnie zainaugurowała działalność Brain Damage Gallery. W 2013 r. impreza została przejęta przez Urząd Miasta Lublin i przemianowana zgodnie z polityką promocyjną miasta na Międzynarodowy Festiwal Sztuki Muralu (Graffiti) „Meeting of Styles”.

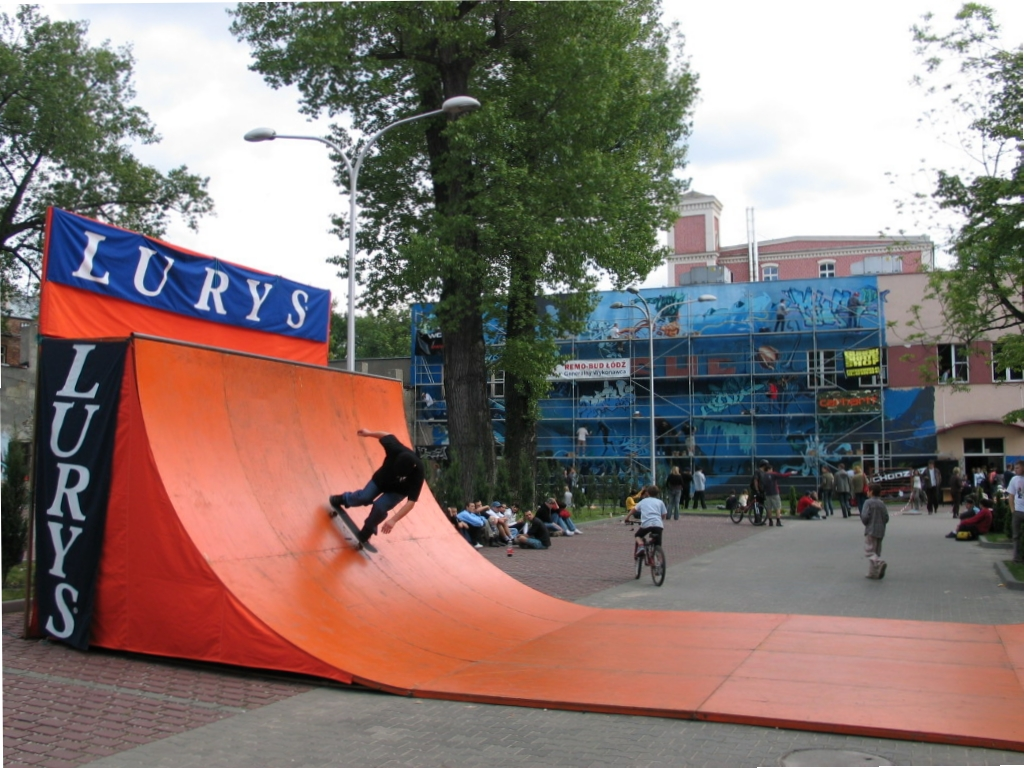
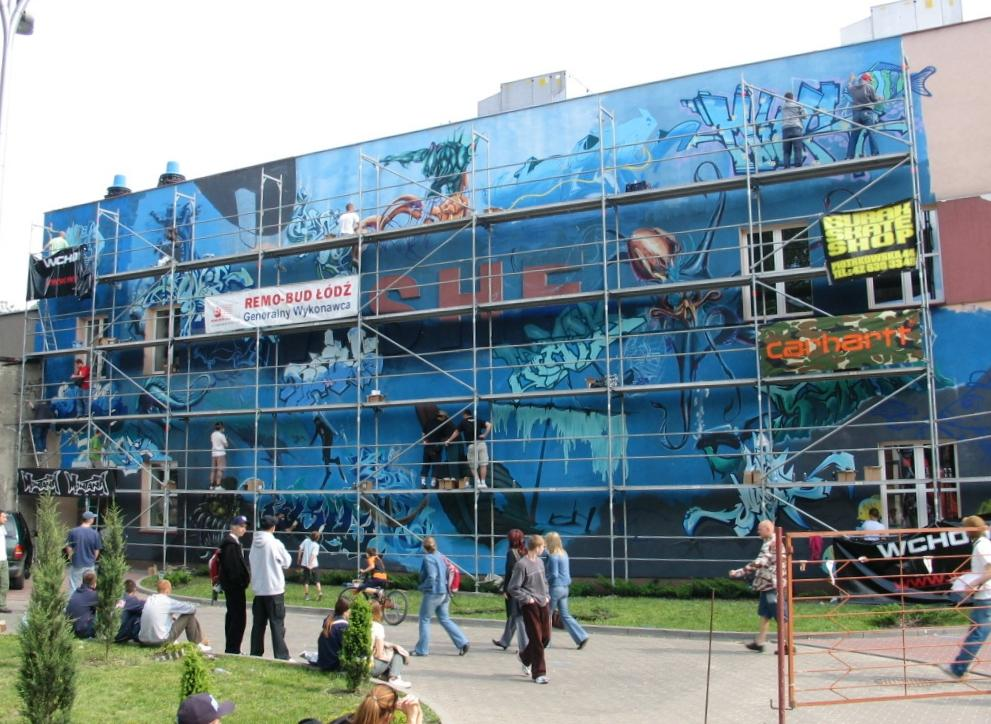
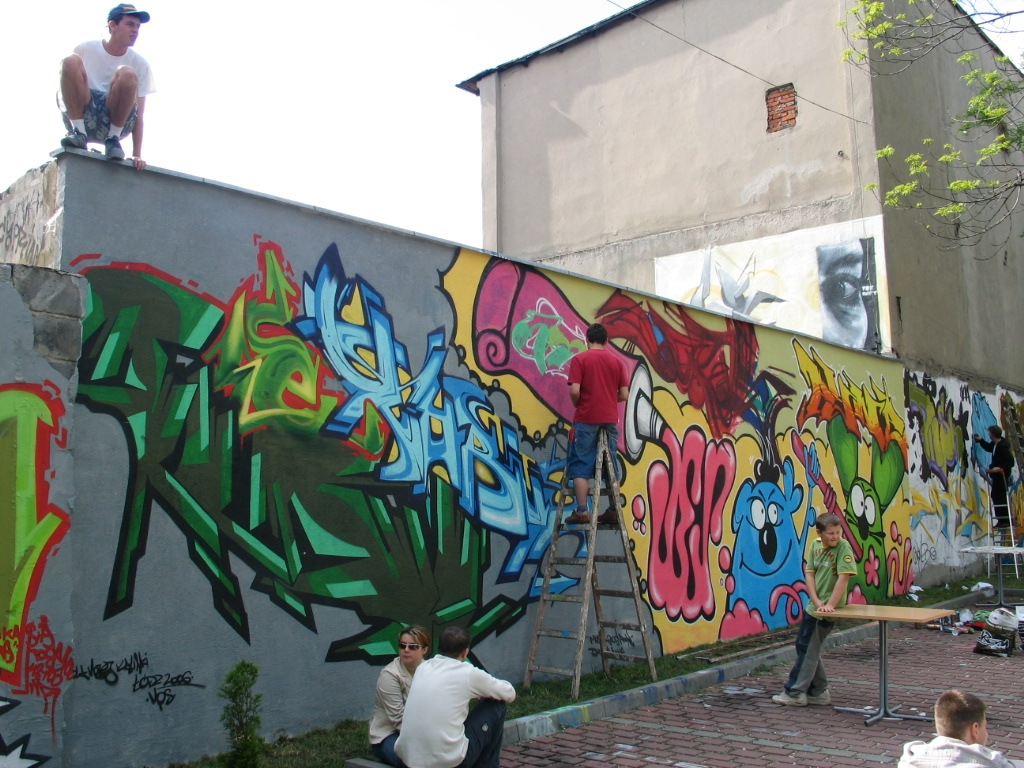
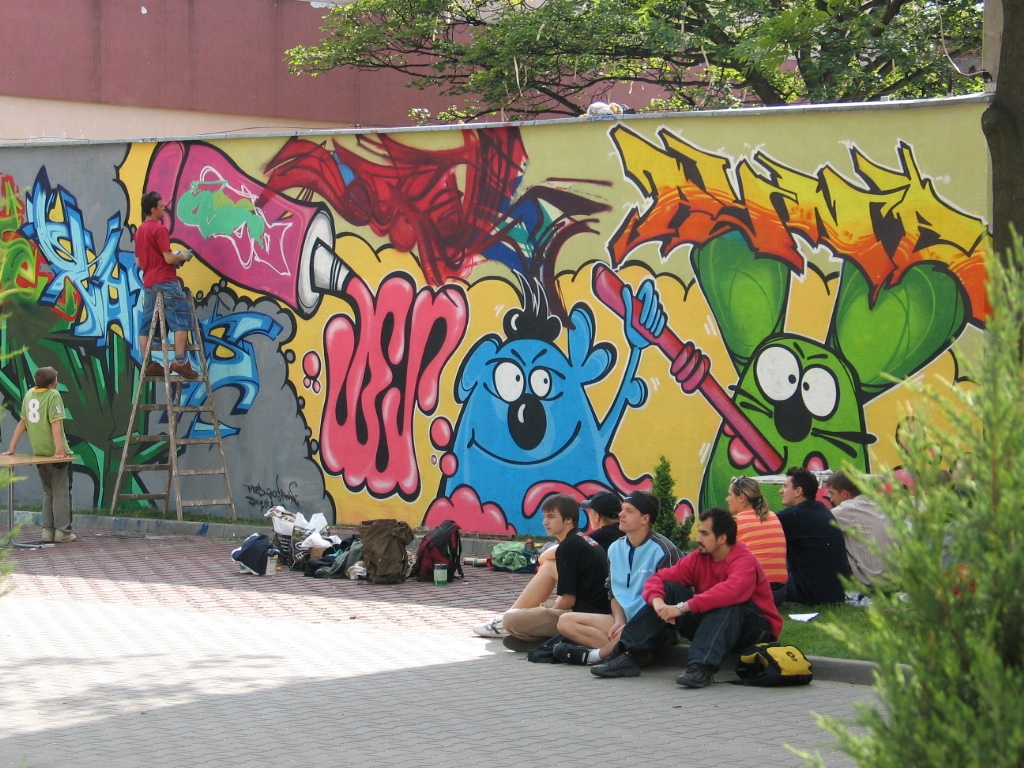